# Emarcusia morroensis
Emarcusia morroensis is een slakkensoort uit de familie van de Facelinidae. De wetenschappelijke naam van de soort is voor het eerst geldig gepubliceerd in 1972 door Roller.